# Henri Doré
Henri Doré (* 1859; † 1931) war ein französischer Missionar und Sinologe. Er gehörte dem Jesuitenorden an.
Sein 18-bändiges Hauptwerk Recherches sur les superstitions en Chine wurde von M. Kennelly unter dem Titel Researches into Chinese Superstitions ins Englische übersetzt.
Es ist ein Standardwerk über die Religionen und die religiösen Bräuche der Chinesen, die der Autor in mittelchinesischen Provinzen zwei Jahrzehnte studiert hatte. 
Doré gewann seine umfassenden Kenntnisse nicht nur in Kirchen und Klöstern, sondern vor allem auch durch eigene Anschauung des Lebens in den Familien. Sein Bestreben war, für die künftige Missionsarbeit in China zunächst eine Basis des Verstehens für die herkömmlichen Glaubensvorstellungen zu gewinnen.

## Recherches sur les superstitions en Chine (Übersicht)
- Recherches sur les superstitions en Chine, Chang-Hai, Imprimerie de la Mission catholique, 1911–1938, 18 vol., rééd. Paris, You Feng, 1995–1996, 19 vol.
  - 1ère partie : t. I-V : Les pratiques superstitieuses
    - t. I : Naissance, mariage, mort. Talismans. 
    - t. II : id. 
    - t. III et IV : Pratiques divinatoires ; rappel de l'âme ; fêtes, etc. 
    - t. V : La lecture des talismans chinois 

  - 2° partie : t. VI-XII : Le panthéon chinois
    - t. VI : Dieux des lettrés ; l'enfer bouddhique, etc. rééd. You Feng, 1995, 196 p.  
    - t. VII : Les Bouddhas, poussahs, etc. 
    - t. VIII : Bonzes divinisés, écoles bouddhiques 
    - t. IX : Dieux, etc. du taoïsme 
    - t. X : Ministères transcendants 
    - t. XI : Dieux patrons des industries 
    - t. XII : Dieux protecteurs et patrons, dieux composites, divinités stellaires 

  - 3° partie : t. XIII-XVIII : Confucéisme, bouddhisme et taoïsme
    - t. XIII : Vie populaire de Confucius 
    - t. XIV : Le confucéisme, rééd. You Feng, 2018, 510 p. 
    - t. XV : Vie illustrée du bouddha Cakyamouni, 1929, XI-394 p.  
    - t. XVI : Sommaire historique du bouddhisme ; Inde, Chine jusqu'aux T'ang
    - t. XVII : id., Chine depuis les T'ang jusqu'à nos jours1936, 311 p. 
    - t. XVIII : Lao-tse et le taoïsme 

  - t. XIX : table analytique et index par Gilles Faivre, Paris, You Feng, 1997, 441 p.
- Manuel des superstitions chinoises, ou Petit indicateur des superstitions les plus communes en Chine, Chang-Hai, 1926, 219 p. ; rééd. Hong-Kong, 1970, XII-V-230 p.

## Werke
- Recherches sur les superstitions en Chine. Chang-Hai 1912 (Variétés sinologiques; 34) (Online) (Index).